# دانیله دی دوناتو
دانیله دی دوناتو (انگلیسی: Daniele Di Donato؛ زادهٔ ۲۱ فوریهٔ ۱۹۷۷) بازیکن فوتبال اهل ایتالیا است.
از باشگاه‌هایی که در آن بازی کرده‌است می‌توان به باشگاه فوتبال آسکولی، باشگاه فوتبال تورینو، باشگاه فوتبال لودیجیانی کالچو، باشگاه فوتبال چیتادلا، باشگاه فوتبال روبور سیه‌نا، باشگاه فوتبال پالرمو، و باشگاه فوتبال اتلتیکو آرتزو اشاره کرد.